# Valdemar I
Valdemar I, també conegut com a Valdemar el Gran, (Slesvig, 15 de gener del 1131 - Ringstedt, 12 de maig del 1182) va ser Rei de Dinamarca des de 1146 fins a la seva mort el 1182. El regnat del rei Valdemar I va veure l'ascens de Dinamarca, que va assolir el seu zenit medieval sota el seu fill Valdemar II.

## Infància
Era fill de Canut Lavard, duc de Slesvig i rei dels obotrites un príncep danès, fill gran del rei Eric I de Dinamarca. El pare de Valdemar va ser assassinat per Magnus el Fort el 7 de gener de 1131, abans del naixement de Valdemar; la seva mare, Ingeborg de Kiev, era filla de Mstislav I de Kíev i de Cristina Ingesdotter de Suècia, i el nom amb què van batejar Valdemar provenia del seu avi, Vladimir Monomakh de Kíev.
Valdemar es va criar a Ringsted a la cort del noble danès Asser Rig de Fjenneslev ( c. 1080-1151 ). Asser era membre de la família noble Hvide i s'havia criat juntament amb el pare de Valdemar, Canute Lavard. Valdemar es va criar juntament amb els fills d'Asser, inclòs Absalon ( c.  1128 –1201), que esdevindria arquebisbe i aniria a la batalla amb Valdemar, i Esbern Snare (1127–1204), que era canceller reial i croat. Esbern i Absalon tenien una estreta relació i van formar una aliança amb Valdemar.

## Lluita pel tron
L'any 1146, quan Valdemar tenia quinze anys, el rei Eric III de Dinamarca va abdicar i va esclatar la guerra Civil Danesa. Valdemar era un possible aspirant al tron. Els altres pretendents al tron van ser: Sven III, fill d'Eric II, i Canut V, fill de Magnus el Fort, tots dos es van declarar rei de Dinamarca el 1146. El 1147, Canut i Sven s'uniren per emprendre les Croades Wends, que tanmateix acabà reinflament la seva contesa.
Canut, després de ser derrotat per Sven, com a vassall de l'imperi va demanar la intervenció Frederic I d'Alemanys, que va ordenar a tots dos reis que es trobessin amb ell a la dieta de Merseburg de 1152, on va confirmar els drets de reialesa de Sven, que li va jurar lleialtat, atorgant Selàndia com a feu a Canut, donant a més, un principat a Valdemar, però el tracte fou rebutjat i el conflicte continuà. El 1154, Valdemar es va unir a Canut i va ser reconegut com a com a rei juntament amb Canut.
El juliol de 1157, es va arribar a un compromís temporal en què els tres van acordar dividir el país entre ells com a co-regents en aliances canviants. Cansats, es repartiren el regne, corresponent a Valdemar I, Jutlàndia; a Canut, les illes, i a Suenon, Escània. Aquest últim va fer assassinar Canut, però a la vegada va morir el 1157 en una batalla contra Valdemar I, restant aquest últim com a únic sobirà. Mentre duraren les querelles, entre els pretendents, els vendas, que havien ocupat tot el litoral Bàltic, saquejaven el país i inclús atacaven les ciutats, però al reunir Valdemar els territoris que abans pertanyien a tres, la situació varià forçà.

## Rei únic
El 1158, Absalon va ser elegit bisbe de Roskilde , i el rei Valdemar el va convertir en el seu conseller principal. El rei va reorganitzar i reconstruir Dinamarca devastada per la guerra. Va reforçar les fortificacions de Dannevirke al sud, va construir el castell de Sønderborg com a fortalesa fortificada, construïda en un illot de l' estret d'Als que més tard es va connectar amb l'illa d'Als. Va reinventar les antigues tàctiques d'atac víking per fer front als Wends al sud, que ara estava optimitzat per a la cavalleria pesada; aquest ús de l'assalt amfibi va ser millorat encara més pel seu successor Canut VI.
Aconsellat per Absaló, que havia estat elegit bisbe de Roskilde, declarà la guerra als habitants de Pomerània i de l'illa de Rügen en el Mar Bàltic. El 1168, va ser assaltat Cap Arkona, els habitants de Wend van ser cristianitzats i sotmesos al seu nou monarca danès. La seva intervenció en els assumptes de Noruega li'n valgué la possessió del litors del SE., el que li originà disgustos i discussions amb l'arquebisbe de Lund i amb els pretendents de Buris i Magnus. El  1175, va construir el Castell de Vordingborg com una fortalesa defensiva i com a base dels seus atacs des de la costa alemanya.
Es casà amb Sofia de Polotsk, germana del seu cosí Canut V, amb la que tingué dos fills, Canut VI i Valdemar II, ambdós successors seus, i sis filles, una de les quals, Riquilda, casà amb Èric X, rei de Suècia, i una altra, Ingeborg, amb Felip II de França.
S'atribueixen a Valdemar I la Llei de Scània i la Llei de Suland,
Absaló i Esbern Snare, van ser els seus amics íntims a més dels seus consellers.